# Batalla de Heraclión
La batalla de Heraclión fue parte de la batalla de Creta, que se libró durante la Segunda Guerra Mundial en la isla griega de Creta entre el 20 y el 30 de mayo de 1941. Las fuerzas británicas, australianas, neozelandesas y griegas de la 14.ª Brigada de Infantería, comandadas por el brigadier Brian Chappel, defendieron el puerto y el aeródromo de Heraclión contra un ataque de paracaidistas alemanes por parte del 1.er Regimiento de Paracaidistas de la 7.ª División Aérea, comandado por el coronel Bruno Bräuer.
El ataque a Heraclión durante la tarde del 20 de mayo fue uno de los cuatro ataques aéreos en Creta ese día, luego de los ataques alemanes contra el aeródromo de Maleme y el principal puerto de La Canea en el oeste de Creta por la mañana. El avión que dejó caer a los atacantes de la mañana estaba programado para dejar caer el 1.er Regimiento sobre esa isla ese mismo día horas más tarde. La confusión y los retrasos en los aeródromos de Grecia continental provocaron que el asalto se lanzara sin apoyo aéreo directo, y durante varias horas en lugar de hacerlo al mismo tiempo; algunas unidades todavía estaban en los aeródromos al final del día. Las unidades alemanas que cayeron cerca de Heraclión sufrieron un gran número de bajas, tanto por fuego terrestre como al aterrizar. Las que cayeron más lejos se vieron gravemente obstaculizadas por civiles armados de Creta. El ataque alemán inicial fracasó, y cuando se intentó al día siguiente fracasó de nuevo y la lucha llegó a un punto muerto.
Se suponía que un batallón de la 5.ª División de Montaña alemana reforzaría a los paracaidistas en Heraclión por mar, trayendo consigo artillería y cañones antiaéreos. Se retrasó en el camino, se desvió a Maleme, luego fue interceptado por un escuadrón naval británico y se dispersó. El comandante general alemán, el teniente general Kurt Student, concentró todos los recursos en el aeródromo de la batalla de Maleme que los alemanes ganaron. El comandante en jefe aliado en Oriente Medio, el general Archibald Wavell, ordenó la evacuación de Creta el 27 de mayo y la 14.º Brigada fue despegada por buques de guerra aliados en la noche del 28 al 29 de mayo. Durante el regreso a Alejandría dos destructores fueron hundidos, dos cruceros gravemente dañados, más de cuatrocientos cuarenta soldados aliados muertos, más de doscientos cincuenta heridos y ciento sesenta y cinco tomados prisioneros. Como resultado de las grandes pérdidas en Creta, los alemanes no intentaron más operaciones aerotransportadas a gran escala durante la guerra.

## Situación
Grecia se convirtió en beligerante en la Segunda Guerra Mundial cuando fue invadida por Italia el 28 de octubre de 1940. Una fuerza expedicionaria británica y de la Commonwealth partió para apoyar a los griegos; esta fuerza finalmente totalizó más de 60 000 hombres. Las fuerzas británicas también sirvieron como guarnición en Creta, lo que permitió a la quinta división griega de Creta reforzar la campaña continental. Como contraprestación a este acuerdo, Creta podía proporcionar a la Royal Navy puertos en su costa norte. Los italianos fueron rechazados por los griegos sin la ayuda de la fuerza expedicionaria. En abril de 1941, seis meses después de la fallida invasión italiana, los alemanes emprendieron una ofensiva que precipitó la retirada de la fuerza expedicionaria de la Grecia continental. A finales de mes, 57 000 tropas aliadas fueron evacuadas por la Marina Real británica; parte fue destinada a Creta para reforzar su guarnición, aunque gran parte del armamento pesado había quedado en el continente.
El alto mando del Ejército alemán (Oberkommando des Heeres [OKH]) estaba preocupado por la próxima Operación Barbarroja —la invasión de la Unión Soviética— y se opuso en gran medida a atacar Creta. Sin embargo, Adolf Hitler estaba preocupado por los ataques a los campos petroleros rumanos de Creta, y los comandantes de la Luftwaffe estaban entusiasmados con la idea de apoderarse de esa isla mediante un ataque aéreo. En consecuencia, en la Directiva del Führer número 28, Hitler ordenó que Creta fuera invadida para usarla «como base aérea contra el Reino Unido en el Mediterráneo oriental». La Directiva también declaró que la operación debía tener lugar en mayo y no debía interferir con la campaña prevista contra la Unión Soviética.

## Fuerzas opositoras

### Aliados
El 30 de abril de 1941 al mayor general Bernard Freyberg, quién había sido evacuado de la Grecia continental con la 2.ª División de Nueva Zelanda, lo nombraron comandante en jefe en Creta. Señaló la grave falta de armas pesadas, equipo, suministros e instalaciones de comunicación. El equipo era escaso en el Mediterráneo, particularmente en el remanso de Creta. Las fuerzas británicas en Creta tuvieron siete comandantes en siete meses. Ninguna unidad de la Royal Air Force (RAF) se estableció permanentemente en Creta hasta abril de 1941, pero la construcción del aeródromo se llevó a cabo, se construyeron los sitios de radar y se entregaron las provisiones. A principios de abril, los aeródromos de Maleme y Heraclión y la pista de aterrizaje en Rethymno, todos en la costa norte, estaban listos y otra pista en Pediada-Kastelli estaba casi terminada.
De las siete pistas de aterrizaje en Creta, la mejor equipada, y la única con una pista de aterrizaje de concreto, estaba en Heraclión. También era la única con plumas explosivas para proteger aviones en tierra, estaban improvisadas en la naturaleza, con el depósito de combustible ubicado fuera de las posiciones para defender el aeródromo, por ejemplo. Se estableció una estación de radar en Ames Ridge, una colina al sureste del aeródromo de Heraclión, pero estaba fuera del perímetro defensivo y sus comunicaciones no eran confiables. Para el 29 de abril, cuarenta y siete mil tropas de la Commonwealth pertenecientes a la derrotada fuerza expedicionaria aliada fueron evacuadas de la Grecia continental. En el espacio de una semana, veintisiete mil de ellos llegaron a Creta desde Grecia, muchos carecían de equipo aparte de sus armas de defensa personal pero a veces ni siquiera estas. De estos, nueve mil fueron evacuados y dieciocho mil permanecieron en Creta cuando comenzó la batalla. Con la guarnición preexistente de catorce mil combatientes dio a los Aliados un total de treinta y dos mil tropas de la Commonwealth para hacer frente al ataque alemán, complementado por diez mil griegos.
Heraclión la defendía la 14.ª Brigada de Infantería Británica, a las órdenes del brigadier Brian Chappel. La brigada estaba compuesta por: el 2.º Batallón, regimiento de York y Lancaster (2.º York y Lancs; con un complemento de setecientos cuarenta y dos oficiales y hombres en la víspera de la batalla) y el 2.º Batallón, The Black Watch (Royal Highland Regiment) (2nd Black Watch; 867), con el batallón australiano 2/4 (2/4; 550) unidos temporalmente. Los hombres del 2/4 habían sido evacuados de Grecia continental a Creta, a donde llegaron el 27 de abril. La noche del 15 al 16 de mayo, cuatro días antes de la batalla, la brigada fue reforzada por el 2.º Batallón del Regimiento de Leicester (2.º Leicesters; 637), que fue transportado de Alejandría a Heraclión por los cruceros HMS Gloucester y HMS Fiji. También adjuntos fueron cuatrocientos cincuenta artilleros del 7.º Regimiento medio de artillería real que luchan como infantería y los griegos terceros y 7. tamaño y falta de arrastre y armamento  y un gran batallón en entrenamiento. La batería 234 del 68.º regimiento mediando de artillería fue soporte de la brigada, que estaba equipada con trece pistolas de campo italianas capturadas. También junto a la brigada estaba la 7.ª Batería del 2/3.º Regimiento Antiaéreo Ligero, cinco tanques pesados de infantería y seis tanques ligeros, no todos necesariamente operativos en un momento dado, y una variedad de otros pequeños tanques antiaéreos, de apoyo y unidades auxiliares. Además de los cañones italianos, la brigada podría desplegar otras dos piezas de artillería y catorce cañones antiaéreos de varios calibres. En total Heraclión fue defendida por poco más de siete mil hombres, de los cuales aproximadamente dos mil setecientos eran griegos.

### Alemanes

Mapa del asalto alemán en Creta, con Heraclión al este (derecha)

El asalto alemán a Creta fue denominado «Operación Mercurio» (Unnehmen Merkur) y  controlado por el 12.º Ejército comandado por el mariscal de campo Wilhelm List. El 8.º Cuerpo Aéreo alemán (VIII Fliegerkorps) proporcionó apoyo aéreo cercano; estaba equipado con 570 aviones de combate. La infantería disponible para el asalto fue la 7.ª División Aérea alemana, con el regimiento de asalto de aterrizaje aéreo (Luftlandland-Strurm-Regiment) adjunto, y la 5.ª División de Montaña. Fueron en total 22 000 hombres agrupados bajo el 11.º Cuerpo Aéreo (XI Fliegerkorps) que fue comandado por el teniente general Kurt Student que estaba en control operativo del ataque. Más de quinientos aviones de transporte Junkers Ju 52 fueron reunidos para llevarlos. Student planeó una serie de cuatro asaltos de paracaídas contra instalaciones aliadas en la costa norte de Creta por la séptima división aérea, que sería reforzada por la 5.ª División de la Montaña, parte transportada por aire y parte por mar. Este último también transportaría gran parte del equipo pesado.
Para el asalto a Heraclión, los alemanes asignaron su fuerza individual más fuerte de quienes lanzaron el asalto inicial a Creta: el 1.er Regimiento de Paracaídas, el segundo batallón del segundo regimiento de paracaídas y un batallón de ametralladoras antiaéreas, todo de la séptima división aérea. Esta fuerza totalizó aproximadamente tres mil hombres y estaba al mando del coronel Bruno Bräuer.

### Paracaidistas
El diseño de los paracaídas alemanes y el mecanismo para abrirlos impusieron restricciones operativas en los paracaidistas. Las líneas estáticas, que abrieron automáticamente los paracaídas cuando los hombres saltaban del avión, se ensuciaron fácilmente, por lo que cada hombre llevaba un overso sobre todas sus correas y equipos. Esto impidió su salto con cualquier arma más grande que una pistola o una granada. Rifles, armas automáticas, morteros, municiones, alimentos y agua se dejaron caer en recipientes separados. Hasta que los paracaidistas llegaran a estos, solo tenían sus pistolas y granadas de mano para defenderse.
El peligro de ensuciar las líneas estáticas también requería que los paracaidistas alemanes saltaran de cabeza desde su avión, por lo que fueron entrenados para aterrizar en cuatro patas, en lugar de los pies generalmente recomendados juntos, una postura empalmada de rodillas, lo que resultó en una alta incidencia de lesiones de muñeca.
Una vez fuera del avión, los paracaidistas alemanes no pudieron controlar su caída o influir donde aterrizaron. Dada la importancia de aterrizar cerca de uno de los contenedores de armas, la doctrina requirió saltos que tengan lugar de no más de 120 m y en vientos no mayores a 23 km/h. El avión de transporte tuvo que volar recto, bajo y lentamente, haciéndolos un objetivo fácil para cualquier fuego de tierra.

## Planes opositores

### Defensas aliadas
Chappel desplegó las tres unidades griegas en Heraclión y en el campo abierto al oeste y sur de la ciudad. La ciudad estaba protegida por sus primitivas murallas modernas. Corriendo hacia el este desde la ciudad, Chappel desplegó a su vez el 2.º York y Lancs, el 2.º Leicester y el 2/4. El 2/4 se desplegó para pasar por alto el aeródromo desde dos colinas, conocidas como «los Charlies». Hacia el este, cerrando la brecha entre los Charlies y el mar, estaba la 2.ª Guardia Negra; dentro de su perímetro estaba East Hill, desde donde podían dominar tanto la carretera de la costa como el propio aeródromo, que se encontraba a unos 5 km del centro de Heraklion. Los cañones de campaña y los artilleros que luchaban como infantería se colocaron al este de Heraclión, detrás de los batallones de primera línea. Se colocaron diez cañones antiaéreos Bofors alrededor del aeródromo. Todas las unidades estaban bien atrincheradas y camufladas.

### Asalto alemán
El plan general alemán para el asalto a Creta era desembarcar dos regimientos alemanes reforzados en paracaídas y planeadores de asalto en el aeródromo de Máleme y cerca del principal puerto de La Canea, en el oeste de Creta, la mañana del 20 de mayo. El avión que los dejó caer estaba programado para realizar más lanzamientos en Rétino y Heraclión por la tarde.
Bräuer, anticipando la oposición de medio batallón, en lugar de siete, planeó que el 2.º Batallón del 1.er Regimiento de Paracaidistas (II/1), reforzado por una compañía de ametralladoras antiaéreas, aterrizara en dos grupos en o cerca del aeródromo y capturarlo. El 3.er Batallón del regimiento (III/1) aterrizaría en las áreas abiertas al suroeste de Heraclión, se concentraría rápidamente y tomaría la ciudad usando la táctica conocida como golpe de mano. El 2.º Batallón del 3.er Regimiento de Paracaidistas (II/3) aterrizaría inmediatamente al oeste del III/1. Bräuer caería con el 1er Batallón (I/1) a 8 km al este como reserva operativa. Después de capturar el aeródromo y la ciudad, Bräuer tenía la intención de mover su regimiento hacia el oeste hacia los alemanes que aterrizaban a 80 kilómetros  de distancia en Rethymno, mientras desplegaba una pantalla de exploración hacia el este.

## Batalla

### Asalto inicial

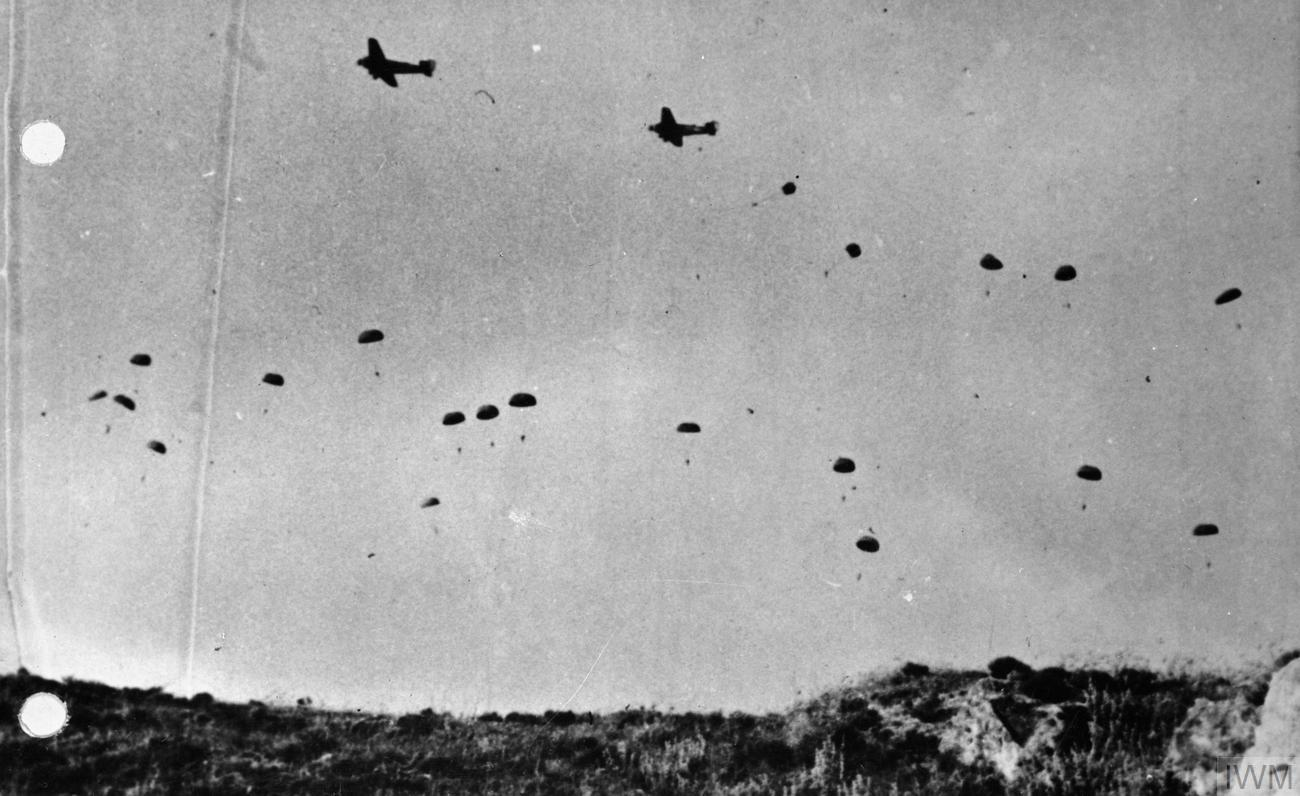
Paracaidistas alemanes aterrizan en Creta

En la mañana del 20 de mayo, los ataques contra el aeródromo de Máleme y Chania tuvieron lugar según lo programado. El avión de transporte destinado regresó a Grecia continental para embarcar a los paracaidistas alistados para caer en Rethymno y Heraclión por la tarde. Los alemanes estaban teniendo problemas con la instalación de aeródromos construidos apresuradamente que tuvo consecuencias para el ataque contra Heraclión. Estaban cubiertos de nubes de polvo esparcidas por los motores de la aeronave, reduciendo las velocidades de rodaje seguras e hizo que despegar y aterrizar sea peligroso. Varios JU 52 que habían sido dañados por el fuego desde tierra aliado se estrelló en el aterrizaje y tuvieron que ser remolcados de las pistas. El reabastecimiento de combustible se llevó a cabo a mano y se demoro más de lo previsto. Consciente de que esto significaría un nuevo retraso en la caída de Heraclión, el comandante del ala Ju 52, Rüdiger von Heyking, intentó que el ataque de apoyo aéreo se retrasara de manera similar, pero los sistemas de comunicación inadecuados impidieron que este mensaje llegue a tiempo.
El asalto a Heraclión comenzó con un fuerte ataque aéreo alemán alrededor de las 16:00 (UTC +2). Esto tenía la intención de evitar el fuego del grupo aliado contra los vulnerables JU 52. Tanto la infantería como las armas antiaéreas estaban bajo las órdenes de no devolver el fuego, por lo que los atacantes pudieron identificar sus posiciones y hubo pocas víctimas entre los aliados del pozo excavados y camuflados. El ataque alemán tenía la intención de proporcionar un apoyo aéreo cercano para la caída de paracaidistas, en caso de que los bombarderos y combatientes atacantes fueran bajos y partieron antes de que llegara los transportes de paracaidista. Debido a un fracaso de las comunicaciones inalámbricas, la 14.ª Brigada desconocía el asalto en el aire en el oeste de Creta esa mañana y no asoció el ataque aéreo inusualmente pesado con la posibilidad de un ataque de paracaídas. Alrededor de las 17:30 (UTC +2), los Ju 52s, paralelos a la costa, comenzaron sus carreras, por sus vuelos rectos y bajos eran objetivos fáciles para el número limitado de armas antiaéreas aliadas, e incluso la infantería aliada pudo atacarlos. Los australianos en los Charlies informaron poder disparar directamente a las puertas de los aviones mientras los paracaidistas saltaban. Muchos paracaidistas fueron muertos en el aire y descendieron lentamente. El Batallón II/1 se dejó caer cerca del aeródromo, sus hombres que llegaron al suelo vivos fueron atacados por la infantería de Black Watch apoyados por tanques antes antes para alcanzar sus contenedores de armas. Algunos intentaron un asalto a East Hill, pero fueron rechazados fácilmente. En treinta minutos, el batallón tuvo cuatrocientas bajas y heridos, los sobrevivientes se consolidaron cerca de Ames Ridge, al sureste de las posiciones aliadas, y en un cuartel abandonado en la carretera de la costa hacia el este.

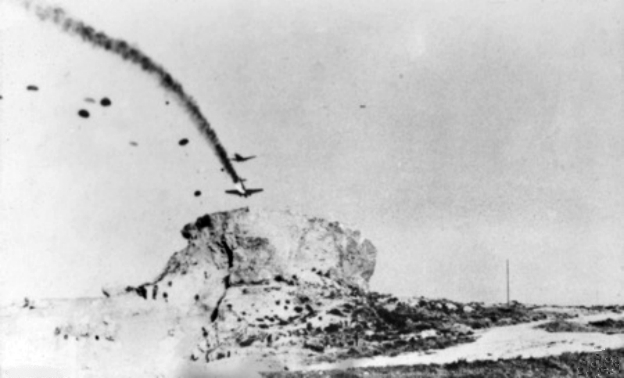
Un grupo de paracaidistas alemanes saltan de un avión de transporte de Junkers Ju 52 cerca de Heraclión durante el asalto alemán. Un segundo Ju 52 está ardiendo y desprendiendo humo después de recibir impactos por el fuego antiaéreo aliado.

Al oeste de Heraclión, el Batallón III/1 también sufrió duramente el fuego antiaéreo aliado. Las tropas griegas y civiles armados contraatacaron en forma inmediata a los alemanes por tierra. Mientras los cretenses agotaban sus municiones, los alemanes atacaron la ciudad. Las viejas paredes obstruyeron su avance, ya que carecían de artillería o explosivos para romperlas. Se concentraron en las puertas de la ciudad y hemos podido luchar contra la ciudad en dos grupos,  y se produjeron combates de casa a casa que continuaron hasta altas horas de la noche. El comandante del batallón alemán, el mayor Karl-Lothar Schulz, intentó reagruparse en la parte sur de la ciudad, pero no pudo notificar a todos los que luchaban en las calles estrechas, algunos grupos llegaron tan lejos como el puerto, y finalmente Schulz se retiró de la ciudad con esas tropas que pudo reunir.
El batallón II/2 aterrizó sin incidentes más oeste, pero era la mitad de la fuerza, la mayoría del batallón todavía estaba en Grecia continental, atrapado en el caos de los aeródromos.  A la mañana siguiente, las tropas desaparecidas fueron desviadas por Student al aeródromo de Maleme, a 160 km al oeste. El medio batallón que había caído tomó una posición para bloquear el camino de la costa hasta Heraclión desde el oeste.
El Batallón I/1 aterrizó con éxito a 8 km al este de Heraclión alrededor de las 20:00 (UTC +2) y capturó una estación de radio cerca del pueblo de Gournes. Bräuer aterrizó con esta unidad y, aunque no pudo contactarse con otros batallones, informó que el ataque fue progresivo «tan suave como la seda». Luego tomó un pelotón del batallón y marchó al oeste con él y la sección de la sede del regimiento. Cerca de la ciudad descubrió que el II/1 había sido casi borrado y que el aeródromo todavía estaba fuertemente sostenido por los aliados. Poco después de la medianoche, pasó esta actualización a Grecia continental y lanzó un ataque con su pelotón solitario a East Hill. Frente al cavado en el batallón de Black Watch, esto falló y el pelotón fue aislado de Bräuer. El resto del Batallón se desmoronó para avanzar a tiempo para reforzar el ataque, ya que se retrasó al tener que reunirse y recuperar sus contenedores de armas en la oscuridad, y por ataques de civiles. Estos ataques fueron responsables de la eliminación de un pelotón completo, y causaron aproximadamente 200 víctimas en total.
Debido al trastorno en los aeródromos griegos, las operaciones aéreas alemanas sobre Heraclión estaban mal coordinadas. La caída del paracaidista continuó durante dos a tres horas, proporcionando una sucesión de objetivos fáciles para las armas antiaéreas aliadas. Durante este período, ningún combatiente alemán ni bombarderos regresaron para suprimir el fuego de tierra. Un total de 15 Ju 52s fueron derribados. Antes de que los alemanes hubieran completado su chappel, ya había cometido su batallón de reserva y tanques a una contraataque. Al recibir el informe inicial de Bräuer, Student dio órdenes de que la 5.ª División de Montaña fuera transportada por aire al aeródromo de Heraclión el 21. Cuando se recibió el informe de Bräuer, Student se dio cuenta de que los cuatro asaltos de paracaidismo habían fallado. Determinado, en palabras del historiador Callum MacDonald, «para arrebatar la victoria de las fauces de la derrota», ordenó que se reasignaran todos los recursos para capturar el aeródromo en Maleme, a 160 km al oeste de Heraclión.

### Contingente marítimo
Mientras tanto, el 2.º Batallón del 85.º Regimiento de la Montaña (II/85) de la 5.ª División de la Montaña y gran parte de la artillería y las pistolas antiaéreas de la división se habían cargado en las caiques griegos en el Pireo, el puerto de Atenas, y navegó a Milos escoltados por el torpedero italiano Sagittario. Este convoy era conocido como el 2nd Motor Sailing Flotilla. Junto a ellos estaba la 1st Motor Sailing Flotilla, con destino a Maleme. Los dos flotillas totalizan 70 pequeños barcos. El plan era que ambos navegaran hacia Milos, luego cruzaran de esta isla para retirarse mientras una fuerte escolta de aviones disuadía a la Marina Británica de atacar. Fueron detectados por las señales de la inteligencia aliada y su posición confirmada por observación aérea. Al anochecer, el 20 de mayo, un escuadrón naval aliado conocido como Force C y que constaba de dos cruceros, HMAS Perth y HMS Naiad, y cuatro destructores comandados por el contraalmirante Edward King, ingresaron al Egeo a través del Estrecho de Kasos al este de Creta. Navegaron para interceptar la fuerza que se cree que se dirigía hacia Heraclión y fueron atacados por aviones italianos y barcos ligeros al anochecer. No encontraron fuerza de invasión entre Milos y Heraclión, patrullaban de Heraclión hasta el amanecer y luego regresaron al Mediterráneo. En el camino fueron atacados por bombarderos en picado alemanes pero no sufrieron pérdidas.

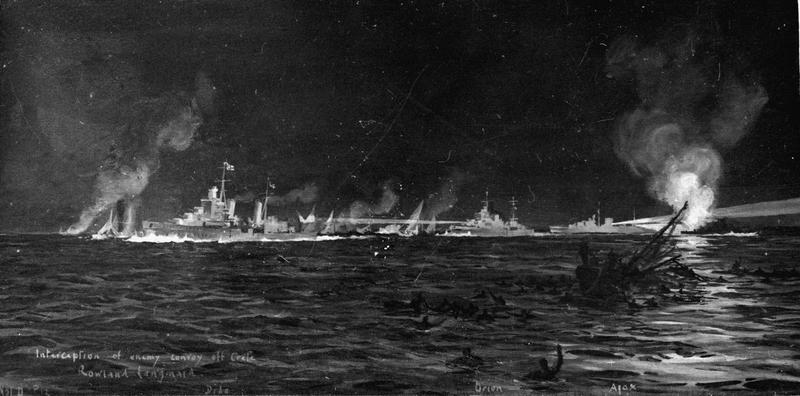
Pintura de los cruceros británicos que interceptan parte del convoy alemán al norte de Creta en la noche del 21/22 de mayo

Teniendo cuidado de las patrullas navales aliadas, los convoyes alemanes pasaron la noche en las cercanías de Milos. A la primera luz del día 21 se dirigieron hacia el sur. Student había pedido al almirante Karlgeorg Schuster que desviara el convoy con destino a Heraclión a Maleme, de acuerdo con su nueva concentración en este último. Las caiques se movían a alrededor de 6 nudos (10 km/h; 7 mph) y se sospechaba que las tripulaciones griegas reclutadas no obtuvieron lo mejor de sus embarcaciones. A las 10:00 (UTC +2) se ordenó el convoy que regresara a Milos debido a informes inexactos de barcos aliados en el área; este pedido se canceló,  se restableció y se canceló nuevamente. Consciente del progreso del convoy debido a las intercepciones de Ultra Signals, los Aliados enviaron un escuadrón a través del Estrecho de Kythira al oeste de Creta. Esta fue la fuerza d, que consistía en los cruceros HMS Ajax, HMS Orion y HMS Dido, y tres destructores comandados por el contraalmirante Irvine Glennie. Fueron bombardeados sin éxito cuando entraron al Egeo e interceptaron la primera flotilla de navegación del motor alrededor de las 22:30 (UTC +2). Los británicos atacaron a la cabeza del convoy disperso ahora, acosado por el torpedero italiano Lupo, que fue golpeado repetidamente y expulsado. Creyendo que habían destruido el convoy, los barcos británicos se retiraron. De hecho, muchas caiques escaparon en la confusión, aunque según el comandante de la 5.ª División de la Montaña, el Batallón fue destruido como una unidad de combate.
Los informes de este revés causaron el retiro del segundo flotilla de navegación de motor, pero estas órdenes no lo alcanzaron hasta las 09:30 (UTC +2) del 22. Mientras tanto, Force C, reforzado por el crucero antiaéreo HMS Carlisle, había vuelto a entrar en el Egeo la noche anterior para patrullar a Heraclión. Sin encontrar ningún envío, el escuadrón buscó hacia el oeste e interceptó la escolta principal de la segunda flotilla de navegación de motor, el torpedero italiano Sagittario, a las 10:10 (UTC +2) y aproximadamente 40 km de Milos. King decidió participar, pero Sagittario puso una pantalla de humo, lanzó torpedos e intercambió fuego con la fuerza británica, tratando de atraerlos lejos de la posición del convoy. De hecho, King no sabía que un convoy enemigo importante estaba por delante de su fuerza hasta las 11:00 (UTC +2). Finalmente, el segundo motor de navegación y su escolta lograron escabullirse sin daños. Los buques de guerra de King, a pesar de su fracaso en destruir los transportes de tropas alemanas, habían logrado obligar al eje a abortar el aterrizaje por su mera presencia en el mar. King, sabiendo que sus barcos tenían poca munición antiaérea y sentían que había logrado su objetivo principal, ordenó a la fuerza C que se retirara. Mientras se dirigía al sur el Naiad estaba gravemente dañado y el Carlisle se incendió por los bombarderos alemanes. El almirante Cunningham luego criticó a King, diciendo que el lugar más seguro durante el ataque aéreo estaba entre la flotilla de caiques.

## Segundo día y posteriores
Durante la noche del 20/21 de mayo, muchos de los alemanes que aterrizarron alrededor de Heraclión sufrieron mucho de sed. Aislados o en grupos pequeños, muchos de ellos heridos, fueron capturados por patrullas de lucha aliadas y civiles cretenses y a menudo alcanzados por fuego aliado; Algunos contrajeron disentería al beber agua estancada. En la mañana del 21, Bräuer volvió a atacar East Hill, con la esperanza de relevar al pelotón que había sido aislado en la colina la noche anterior y ganar una posición con vista al aeródromo. Los asaltos estuvieron mal coordinados y fracasaron con grandes pérdidas; el pelotón aislado fue invadido alrededor de las 12:00 (UTC +2). Se renovaron los ataques aéreos alemanes, pero los aliados duplicaron las señales de reconocimiento alemanas, lo que confundió a los atacantes. Donde estos engaños fueron descubiertos, el bombardeo fue nuevamente ineficaz contra el pozo excavado en los Aliados.

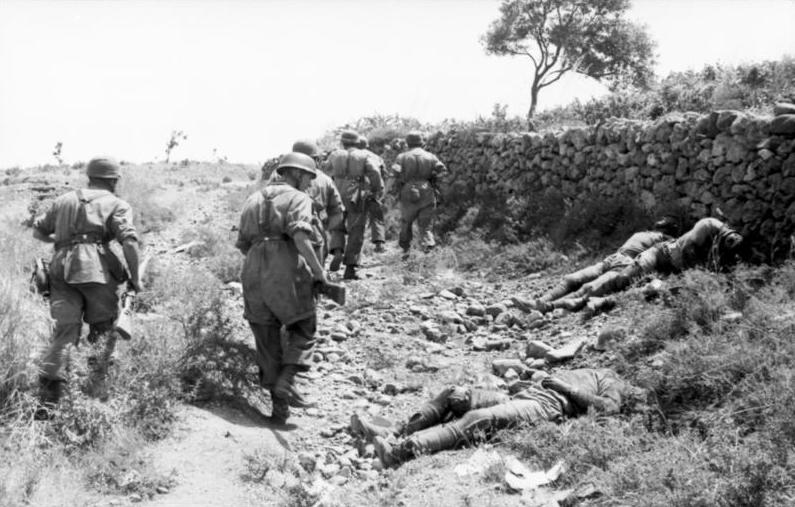
Patrulla de paracaidistas

Schulz, al oeste de Heraclión, estaba fuera de contacto con Bräuer, pero podía escuchar fuertes disparos desde el este, y cuando se enteró de que el octavo cuerpo aéreo estaba por bombardear a Heraclión a las 10:00, decidió intentar capturar la ciudad otra vez. Solicitó refuerzos del Batallón II/2, pero esta unidad había escuchado que sus componentes faltantes habían sido desviados a Maleme y, frente a grandes bandas de civiles cretenses armados, solo envió un pelotón. Después de que Heraclión fue bombardeado fuertemente, el Batallón III/1 atacó a los griegos sacudidos a través de las puertas sur y oeste, irrumpió en la ciudad y alivió algunos de los paracaidistas aislados la noche anterior. Los griegos se quedaron muy escasos de municiones. Los alemanes volvieron a luchar hasta el puerto y los griegos negociaron una rendición de la ciudad. Antes de que esto pudiera poner en vigencia, Chappel envió refuerzos que amenazaron los flancos alemanes y los obligaron a retirarse. También envió grandes cantidades de armas y municiones alemanas capturadas. El 22, el 3.er Regimiento y los civiles griegos armados despejaron los enfoques occidentales y del sur de Heraclión y la vigilancia negra también despejó los enfoques orientales del aeródromo. Después de los informes de que los alemanes usaban civiles como escudos humanos, el gobernador militar griego de Heraclión, el mayor general Michail Llardakis, envió un emisario para exigir que esto cesara, amenazando con tomar represalias contra los prisioneros de guerra alemanes. Schulz acordó la condición de que Heraclión se rinda en dos horas, que Llardakis rechazó.
Cuando los Ju 52s volaron, los aliados cesaron el fuego y exhibieron paneles capturados que solicitaban el reabastecimiento; Los confundidos pilotos alemanes arrojaron grandes cantidades de armas, municiones y equipos, incluidas dos motocicletas con sidecars, en las posiciones aliadas. Gran parte del armamento alemán se distribuyó a los cretenses locales. El 23 de mayo, los seis hurricanes del escuadrón n.º 73 RAF fueron enviados a Heraclión desde Egipto, pero varios sufrieron daños de aterrizaje y la instalación carecía de combustible y municiones adecuados para ellos, y fueron retirados al día siguiente. El día 24, cuatro compañías de paracaidistas fueron retiradas al oeste de Heraclión para reforzar a los alemanes y la ciudad fue bombardeada fuertemente en represalia por no rendirse el 21 y nuevamente el 23; Según MacDonald, se redujo a escombros. La noche del 24/25, las unidades griegas se retiraron al área de Knossos para descansar y volver a reenviar y la defensa de Heraclión fue tomada por las unidades de la Commonwealth. El 1.er Batallón de los Highlanders de Argyll y Sutherland (Argylls), seiscientos cincuenta y cinco hombres fuertes, había aterrizado en Tymbaki en la costa sur de Creta el 19 de mayo; Los elementos avanzados llegaron a Heraclión el 25 de mayo y, finalmente, aproximadamente trescientos cuarenta hombres del batallón reforzaron la 14.ª Brigada.
El plan del mando de Oriente Próximo y el cuartel general aliado en Creta era que cuando los Argylls llegaran a Heraclión, uno de los batallones existentes de la 14.ª Brigada se movería hacia el oeste a Rythymno. Chappel, creyendo que la fuerza alemana era más fuerte de lo que era, estaba conforme con que la brigada mantuviera sus posiciones, aunque varios tanques y algunas piezas de artillería fueron enviadas por mar a la lucha más activa en el área de Maleme. El brigadier estaba en contacto por radio con el alto mando de Oriente Próximo en El Cairo, pero no con Freyberg, su superior inmediato. La noche del 26/27 de mayo consultó a Freyberg a través de la capital de Egipto sobre si debería intentar despejar las rutas hacia el oeste y el sur. El historiador Antony Beevor cree que esto quizá fue poco práctico debido al estado de las carreteras y la oposición alemana. Para cuando se envió la consulta, la batalla en Creta había finalizado. Mientras tanto los alemanes estaban bajo presión constante de los Cretenses, a pesar de las feroces represalias alemanas. Tuvieron refuerzos adicionales de paracaidistas que aterrizaron en Gournes el días.

## Evacuación aliada y rendición griega
Mientras tanto, los alemanes lograron asegurar el aeródromo de Maleme, capturaron la ciudad portuaria de La Canea y empujaron a los aliados hacia el este y el sur. El 26 de mayo Freyberg informó al general Archibald Wavell, general en jefe en Oriente Próximo, que se había perdido la batalla de Creta. Al día siguiente, Wavell ordenó una evacuación y esa noche se informó a la 14.ª Brigada que serían evacuados por mar la noche del 28 al 29 de mayo, los barcos llegarían a la medianoche y partirían a las 03:00 (UTC +2). Poco antes del mediodía del 28 de mayo otros 2000 paracaidistas aterrizaron al este de la posición de la brigada y, a última hora de la tarde, los aliados fueron fuertemente bombardeados durante dos horas. Durante el día se destruyeron tiendas, equipos y armas pesadas. La fuerza de evacuación naval constaba de tres cruceros, Orion, Ajax y Dido, y seis destructores, Hotspur, Jackal, Decoy, Hereward, Kimberley e Imperial, y estaba comandada por Rawlings. Antes de llegar a Heraclión, el Ajax estuvo a punto de fallar por una bomba, que provocó un incendio en el barco, y el comandante le ordenó regresar a Alejandría. El embarque transcurrió sin problemas y el escuadrón estaba en marcha a las 03:00 (UTC +2) con aproximadamente 4000 a 4100 evacuados a bordo. Muchos heridos y algunos soldados que custodiaban los tranques quedaron atrás.  Para mantener la seguridad, no se informó a los griegos de la evacuación planificada de las fuerzas de la Commonwealth y solo se evacuó a un soldado griego.
El mecanismo de dirección del Imperial se averió alrededor de las 03:45 (UTC +2) y su tripulación y dotación de soldados tuvieron que ser desembarcados en el mar,  por la noche, y luego fue hundido. Esto retrasó al escuadrón y tenían 90 minutos de retraso a las 06:00 (UTC +2), cuando fueron avistados por aviones de reconocimiento de la Luftwaffe. Durante las siguientes nueve horas, se contaron cuatrocientos ataques separados de bombarderos en picado Junkers Ju 87 Stuka. Los aviones tenían su base en Scarpanto, a menos de 140 km de distancia. A las 06:25 (UTC +2), el Hereward fue golpeado y comenzó a hundirse. Se dio la orden de abandonar el barco y seis horas después, barcos italianos rescataron a ciento sesenta y cinco tripulantes y unos cuatrocientos soldados. Las muertes se estiman en sesenta y tres tripulantes y unos cincuenta soldados. el Dido y el Orion fueron alcanzados repetidamente por los bombarderos en picado, causando numerosas bajas.  Un impacto voló la torreta delantera del Orion por la borda y prendió fuego temporalmente a la nave.  También hubo ataques con bombas de alto nivel, aunque no se registraron impactos de los mismos. Los combatientes aliados cubrieron la parte final del viaje, y se llegó a Alejandría a las 20:00 (UTC +2). Algunos barcos casi habían agotado tanto su combustible como sus municiones.
Los alemanes ocuparon Heraclión el 30 de mayo. Linardakis firmó allí un instrumento de rendición con Bräuer y las tropas griegas de la zona depusieron las armas. Fueron llevados a Maleme y Chania, pero fueron liberados gradualmente durante los siguientes seis meses.

## Secuelas
Durante la lucha por la ciudad y la evacuación posterior, las tropas de la Commonwealth de la 14.ª Brigada sufrieron ciento noventa y cinco bajas; doscientas veinticuatro murieron durante la evacuación o causa de las heridas en Egipto. Un número desconocido, pero se suponía que era pequeño, estaba demasiado intoxicado para desembarcar del Imperial y se perdió cuando se hundió. Un número desconocido murió debido al hundimiento del Hereward. Un número desconocido de hombres heridos quedó en Creta, y doscientos cuarenta y cuatro heridos que posteriormente sobrevivieron fueron desembarcados en Alejandría. Un número desconocido de hombres fue hecho prisionero durante los combates o capturados como resultado de no ser evacuados, incluidos más de trescientos hombres de los Argylls que todavía estaban saliendo de la costa sur, y aproximadamente cuatrocientos fueron capturados como resultado del hundimiento del Hereward, algunos de los cuales también pueden haber sido heridos. Más de doscientos miembros del personal naval murieron en combate y ciento sesenta y cinco fueron hechos prisioneros, estos últimos del Hereward. El número de griegos muertos y heridos se desconoce.
Las pérdidas alemanas durante la batalla son inciertas; los historiadores británicos y australianos estiman «más de 1000 muertos» el 20 de mayo y al menos 1250 o 1300 muertos hacia el día 22. Daniel Davin, en su The Official History of New Zealand in the Second World War 1939-1945, advierte «los informes de bajas alemanas en informes británicos son en casi todos los casos exagerados». Los registros alemanes no mostraron pérdidas a nivel de regimiento, por lo que sus bajas reales no pueden ser evaluadas con precisión. Lanzaron cuatro asaltos regimentales contra Creta el 20, de los cuales el ataque contra Heraclión fue uno; las pérdidas totales de paracaidistas alemanes a lo largo de la campaña en Creta se han evaluado de manera diversa como hasta 3022 bajas y aproximadamente 1500 heridos en la historia oficial británica, hasta 2818 muertos y 1505 heridos en un estudio de 2002 para el Ejército de los EE. UU., o 3077 muertos, 2046 heridos y hasta diecisiete capturados en la historia oficial de Nueva Zelanda de Daniel Davin. Creta cayó ante los alemanes, pero sufrieron más bajas que durante toda la campaña en los Balcanes hasta entonces. Casi doscientos Ju 52s quedaron fuera de servicio. Debido a sus fuertes pérdidas en Creta, los alemanes no intentaron más operaciones aéreas a gran escala durante el resto de la guerra.